# Павлов, Леонид Фёдорович
Леонид Фёдорович Павлов (1926—1995) — советский военный лётчик и штурман-испытатель, полковник Военно-Воздушных Сил СССР. Заслуженный штурман-испытатель СССР (1976).

## Биография
Родился 30 октября 1926 года в селе Луптюг (ныне в Октябрьском районе Костромской области) в крестьянской семье.
С 1943 года, в возрасте семнадцати лет, призван в ряды Рабоче-Крестьянской Красной армии и направлен в действующую армию на фронт, участник Великой Отечественной войны с 1943 по 1944 годы. С 1944 по 1949 годы проходил обучение в Челябинском военном авиационном училище штурманов.
С 1949 по 1959 годы в течение десяти лет, Л. Ф. Павлов служил на офицерских должностях в Военно-Воздушных Силах СССР в частях бомбардировочной авиации, в качестве военного лётчика летал на реактивном фронтовом бомбардировщике Ил-28.
С 1959 года как один из лучших военных штурманов Л. Ф. Павлов был направлен для прохождения дальнейшей службы на лётно-испытательную работу. С 1959 по 1972 годы, в течение тринадцати лет, Л. Ф. Павлов занимался лётно-испытательной деятельностью на Ордена Ленина Краснознамённом Куйбышевском авиационном заводе Министерства авиационной промышленности СССР, за время работы на предприятии им были освоены дальнемагистральный пассажирский самолёт Ту-114, противолодочный самолёт Ту-142 и дальний противолодочный самолёт Ту-142М.
С 1972 по 1982 годы, в течение десяти лет, Л. Ф. Павлов служил штурманом-испытателем военного представительства на Таганрогском авиационном заводе имени Г. М. Димитрова Министерства авиационной промышленности СССР, за время службы на предприятии, Л. Ф. Павловым были освоены самолеты типа Р-5, военно-транспортный Ли-2, поршневой стратегический бомбардировщик Ту-4, турбовинтовой стратегический бомбардировщик-ракетоносец Ту-95РЦ и Ту-95К и самолёт-носитель радиоэлектронных средств дальнего радиолокационного обнаружения воздушных и морских целей Ту-126, а также типы таких американских самолётов как C-47 и B-25. Как профессионал высокого качества Л. Ф. Павлов осуществлял полёты полного радиуса действия в крайних условиях Арктики на тяжёлом двухмоторном реактивном многоцелевом самолёте Ту-16 и на стратегическом бомбардировщике-ракетоносце Ту-95.
Указом Президиума Верховного Совета СССР от 22 февраля 1955 года Л. Ф. Павлов был награждён Орденом Красного Знамени, а 16 октября 1957 года был награждён высшей наградой Советского Союза — Орденом Ленина.
В 1976 году Указом Президиума Верховного Совета СССР «за многолетнюю работу в области лётных испытаний и исследований новой авиационной техники, существенно способствующую прогрессу отечественной авиации» Л. Ф. Павлов был удостоен почётного звания — Заслуженный штурман-испытатель СССР.
Скончался 7 января 1995 года в городе Таганрог, похоронен на Аллее почётных захоронений Таганрогского городского кладбища.

## Награды
- Орден Ленина (16.10.1957[3])
- Орден Красного Знамени (22.02.1955[3])
- Медаль «За боевые заслуги» (03.11.1953[3])
- Медаль «За трудовую доблесть»[2]

### Звание
- Заслуженный штурман-испытатель СССР (1976[1])